# Panamint-Kängururatte
Die Panamint-Kängururatte (Dipodomys panamintinus) ist ein im westlichen Nordamerika verbreitetes Nagetier in der Gattung der Kängururatten. Die Art ist nach dem Gebirge Panamint Range benannt, wo das Typusexemplar gefunden wurde.

## Merkmale
Männchen sind mit einer durchschnittlichen Gesamtlänge von 292 mm, inklusive eines 172 mm langen Schwanzes, nur etwas größer als Weibchen, die 288 mm Gesamtlänge und 170 mm Schwanzlänge erreichen. Die Hinterfüße sind etwa 44 mm lang und die Länge der Ohren beträgt ungefähr 14 mm. Oberseits ist helles lehmfarbenes Fell mit ockerfarbenen Tönungen vorhanden und die Unterseite ist weiß gefärbt. Die Färbung der Oberschenkel entspricht der Oberseite. Ein dunkler Aalstrich fehlt oder ist nur undeutlich am Hinterteil vorhanden. Dieses Nagetier hat schwarze Stellen um die Nase. Zusätzlich sind schwarze Augenlider und schwarze Stellen an den Ohren vorhanden. Typisch sind helle Längsstriche oberseits und unterseits des Schwanzes. Am Schwanzende befindet sich eine Quaste. Die Art hat fünf Zehen an den Hinterfüßen. Wie bei anderen Gattungsvertretern kommen Backentaschen vor, in denen Nahrung transportiert wird.

## Verbreitung
Das Verbreitungsgebiet reicht vom Westen des Bundesstaates Nevada bis etwa nach Los Angeles im Süden von Kalifornien. Eine disjunkte Population lebt in der Mojave-Wüste im südöstlichen Kalifornien. Diese Kängururatte hält sich in Wüsten, Savannen und Buschländern auf. Typische größere Pflanzen der Region sind Josua-Palmlilie, Kreosotbusch, Wacholder, Pinyon-Kiefern und Vertreter der Gattung Artemisia. Die Art meidet sehr felsige Gebiete. Flache Gewächse sind oft Gräser und Reiherschnäbel. Die Panamint-Kängururatte lebt im Hügelland und in Gebirgen bis 2950 Meter Höhe.

## Lebensweise
Außerhalb der Paarungszeit leben die Individuen einzeln in 0,4 bis 1,2 Hektar großen Revieren. Der unterirdische Bau wird meist im Schutz eines Busches angelegt. Ein gewöhnlicher Bau besteht aus einer Wohnkammer und 12 oder etwas mehr Gängen. Die Tiere sind nachtaktiv und halten keinen Winterschlaf. Sie suchen meist zwei Stunden nach dem Sonnenuntergang und zwischen der sechsten und neunten Stunde nach Nahrung. Wenn mehr als 40 Prozent der Umgebung mit Schnee bedeckt sind, bleibt die Art in ihrem Bau. Sie kann bei −5° C außerhalb gesichtet werden. Bei selten auftretenden Kämpfen können sich die Exemplare ernsthaft verletzen. Die Panamint-Kängururatte frisst verschiedene Pflanzensamen und hat im Gegensatz zu Seiden-Taschenmäusen Mühe, zwischen essbaren und nicht essbaren Objekten zu unterscheiden. Ihr Schwimmvermögen ist gut entwickelt.
Die Paarung findet hauptsächlich im Februar und März statt und seltener im April. Dazu besuchen sich Männchen und Weibchen in einem der Baue und das Männchen hält das Weibchen im Nacken fest. Nach 29 bis 30 Tagen Trächtigkeit werden meist drei oder vier Nachkommen geboren. Diese wiegen anfänglich etwa 4,5 g und haben geschlossene Augen und Ohren. Sie haben nach 10 Tagen Fell, können nach 12 bis 14 Tagen hören und nach 17 bis 18 Tagen sehen. Weibchen säugen ihre Jungtiere 27 bis 29 Tage und die Geschlechtsreife tritt nach 24 bis 56 Tagen ein.

## Gefährdung
Die IUCN listet die Panamint-Kängururatte aufgrund fehlender Bedrohungen und einer stabilen Gesamtpopulation als nicht gefährdet (least concern).